# Roodborstspecht
De roodborstspecht (Dryobates cathpharius synoniem:Dendrocopos cathpharius) is een vogel uit de familie Picidae. De vogelwerd in 1843 geldig beschreven door de Britse dierkundige Edward Blyth.

## Kenmerken
De vogel is 17 tot 19 cm lang, iets groter dan de kleine bonte specht die tot ditzelfde geslacht behoort. Kenmerkend is de zwarte kruin, waarbij het zwart in de nek overgaat in een rode kuif. De vogel heeft lengtestrepen op de borst en een baardstreep die reikt tot de schouder. Kenmerkend is verder een rode vlek op de borst, hoewel dit kenmerk niet bij alle ondersoorten even duidelijk aanwezig is. Bij de nauw verwante halsbandspecht loopt het zwart op de schouder door tot op de borst.

## Verspreiding en leefgebied
Deze soort komt voor van het westelijke deel van Midden-Nepal tot  westelijk Myanmar. Er zijn drie ondersoorten:
- D. c. cathpharius: van het westelijke deel van Midden-Nepal tot noordoostelijk India.
- D. c. ludlowi: zuidoostelijk Tibet.
- D. c. pyrrhothorax: noordoostelijk India en westelijk Myanmar.

De leefgebieden liggen in natuurlijk, tropisch en subtropisch bos op hoogten tussen de 1200 en 3000 meter boven zeeniveau.

## Status
De grootte van de wereldpopulatie is niet gekwantificeerd. Hoewel de kwaliteit van de leefgebieden wordt aangetast, veronderstelt men dat de soort niet in zijn voortbestaan wordt bedreigd.